# Sabine Kuster
Sabine Kuster (* 29. August 1979) ist eine Schweizer Journalistin. Sie leitet das Ressort «Leben & Wissen» bei CH Media und der Schweiz am Wochenende und wurde für ihre Arbeit mit mehreren Preisen ausgezeichnet, unter anderem mit dem Schweizer Medienpreis für Lokaljournalismus.

## Leben
Kuster wuchs in Aarau in der Schweiz auf, wo sie an der Neuen Kantonsschule Aarau die Matur machte. Anschliessend absolvierte sie die Pädagogische Fachhochschule und arbeitete drei Jahre lang als Primarlehrerin in Birmensdorf im Aargau, bevor sie 2007 Lokaljournalistin bei der Aargauer Zeitung wurde. Sie absolvierte Berufsbegleitend das Medienausbildungszentrum MAZ in Luzern und schrieb währenddessen für verschiedene Ressorts. Danach arbeitete sie als Reporterin im Ressort «Aarau West», bis sie 2013 zur Leiterin des Ressorts befördert wurde.	Danach wurde sie Leiterin des Ressorts «Leben & Wissen» der Aargauer Zeitung, und teilte sich diese Position nach dem Joint Venture der AZ Medien mit den NZZ Regionalmedien mit Katja Fischer De Santi. Seit 2022 leitet Kuster das Ressort «Leben & Wissen» wieder alleine.

## Auszeichnungen
Sabine Kuster erhielt im Jahr 2011 den renommierten Schweizer Medienpreis für Lokaljournalismus für ihre Artikelserie «Armut im Aargau».	
Sie ist auch Preisträgerin des Medienpreises der Kantone Solothurn und Aargau in der Kategorie «Print».